# Salomón Rodríguez
Ederson Salomón Rodríguez Lima, noto semplicemente come Salomón Rodríguez (San Gregorio de Polanco, 16 febbraio 2000), è un calciatore uruguaiano, attaccante del Colo-Colo.

## Caratteristiche tecniche
È un centravanti.

## Carriera
Cresciuto nel settore giovanile del Rentistas, ha esordito in prima squadra il 16 febbraio 2020 in occasione dell'incontro di Primera División Profesional vinto 2-0 contro il Nacional.